# Torneo Regional del Noroeste 2018
El Torneo Regional del Noroeste 2018 fue la vigésima edición de la competición regional de rugby del noroeste argentino. Con clubes de la Unión de Rugby de Tucumán, Salta y Santiago del Estero.
Fue uno de los torneos clasificatorios para el Torneo del Interior.
Participaron 14 equipos en dos fases. La primera se dividió en 2 zonas con 7 equipos, donde los 10 mejores equipos clasificarían a la segunda fase, una zona campeonato todos contra todos de 9 fechas, clasificándose los 2 primeros a semifinales y del tercero al sexto a cuartos de final. El campeón fue Tarcos al derrotar a Tucumán Rugby en la final.

## Equipos participantes
| Club                   | Provincia           |
| ---------------------- | ------------------- |
| Tucumán Rugby          | Tucumán             |
| Universitario          | Tucumán             |
| Lawn Tennis            | Tucumán             |
| Natación y Gimnasia    | Tucumán             |
| Los Tarcos             | Tucumán             |
| Cardenales             | Tucumán             |
| Huirapuca              | Tucumán             |
| Jockey Club            | Tucumán             |
| Lince                  | Tucumán             |
| Old Lions              | Santiago del Estero |
| Santiago Lawn Tennis   | Santiago del Estero |
| Jockey Club            | Salta               |
| Universitario de Salta | Salta               |
| Gimnasia y Tiro        | Salta               |

## Primera Fase
Zona 1
| Equipos                  | Encuentros | Puntos | Clasificación   |
| Equipos                  | PJ         | Puntos | Clasificación   |
| ------------------------ | ---------- | ------ | --------------- |
| Club Natación y Gimnasia | 6          | 20     | Zona Campeonato |
| Huirapuca                | 6          | 18     | Zona Campeonato |
| Los Tarcos               | 6          | 17     | Zona Campeonato |
| Universitario de Salta   | 6          | 16     | Zona Campeonato |
| Universitario de Tucumán | 6          | 15     | Zona Campeonato |
| Cardenales               | 6          | 9      |                 |
| Jockey de Tucumán        | 6          | 1      |                 |
Zona 2
| Equipos              | Encuentros | Puntos | Clasificación   |
| Equipos              | PJ         | Puntos | Clasificación   |
| -------------------- | ---------- | ------ | --------------- |
| Jockey de Salta      | 6          | 23     | Zona Campeonato |
| Tucumán Rugby Club   | 6          | 21     | Zona Campeonato |
| Old Lions            | 6          | 17     | Zona Campeonato |
| Tucumán Lawn Tennis  | 6          | 15     | Zona Campeonato |
| Lince                | 6          | 14     | Zona Campeonato |
| Gimnasia y Tiro      | 6          | 11     |                 |
| Santiago Lawn Tennis | 6          | 2      |                 |

## Tabla de posiciones
| Equipos                  | Encuentros | Puntos | Clasificación    |
| Equipos                  | PJ         | Puntos | Clasificación    |
| ------------------------ | ---------- | ------ | ---------------- |
| Tucumán Rugby Club       | 9          | 39     | Semifinales      |
| Los Tarcos               | 9          | 28     | Semifinales      |
| Huirapuca                | 9          | 23     | Cuartos de final |
| Natación y Gimnasia      | 9          | 22     | Cuartos de final |
| Lawn Tennis              | 9          | 21     | Cuartos de final |
| Universitario Rugby Club | 9          | 20     | Cuartos de final |
| Universitario de Salta   | 9          | 20     |                  |
| Jockey Club Salta        | 9          | 16     |                  |
| Old Lions                | 9          | 15     |                  |
| Lince                    | 9          | 6      |                  |
|  | Clasificados a Semifinales. |

## Fase Final
|  | Cuartos de final | Cuartos de final    | Cuartos de final |            |    | Semifinal | Semifinal     | Semifinal     |    |  | Final | Final | Final |  |
|  |                  |                     |                  |            |    |           |               |               |    |  |       |       |       |  |
|  |                  |                     |                  |            |    |           |               |               |    |  |       |       |       |  |
|  | 1                | Universitario       | 23               |            |    |           |               |               |    |  |       |       |       |  |
|  | 1                | Universitario       | 23               |            |    |           |               |               |    |  |       |       |       |  |
|  | 8                | Huirapuca           | 26               |            |    |           |               |               |    |  |       |       |       |  |
|  | 8                | Huirapuca           | 26               | Huirapuca  |    |           |               |               |    |  |       |       |       |  |
|  |                  |                     |                  |            |    |           |               |               |    |  |       |       |       |  |
|  |                  |                     | Tucumán Rugby    |            |    |           |               |               |    |  |       |       |       |  |
|  |                  |                     |                  |            |    |           |               |               |    |  |       |       |       |  |
|  |                  |                     |                  |            |    |           |               |               |    |  |       |       |       |  |
|  |                  |                     |                  |            |    |           |               |               |    |  |       |       |       |  |
|  |                  |                     |                  |            |    |           | Tucumán Rugby | Tucumán Rugby | 16 |  |       |       |       |  |
|  |                  |                     |                  |            |    |           |               |               | 16 |  |       |       |       |  |
|  |                  |                     | Los Tarcos       | Los Tarcos | 21 |           |               |               |    |  |       |       |       |  |
|  |                  |                     | Los Tarcos       | Los Tarcos | 21 |           |               |               |    |  |       |       |       |  |
|  |                  |                     |                  |            |    |           |               |               |    |  |       |       |       |  |
|  |                  |                     |                  |            |    |           |               |               |    |  |       |       |       |  |
|  |                  | Natación y Gimnasia |                  |            |    |           |               |               |    |  |       |       |       |  |
|  |                  |                     |                  |            |    |           |               |               |    |  |       |       |       |  |
|  |                  |                     | Los Tarcos       |            |    |           |               |               |    |  |       |       |       |  |
|  | 7                | Lawn Tennis         | 3                |            |    |           |               |               |    |  |       |       |       |  |
|  | 7                | Lawn Tennis         | 3                |            |    |           |               |               |    |  |       |       |       |  |
|  | 2                | Natación y Gimnasia | 25               |            |    |           |               |               |    |  |       |       |       |  |
|  | 2                | Natación y Gimnasia | 25               |            |    |           |               |               |    |  |       |       |       |  |
|  |                  |                     |                  |            |    |           |               |               |    |  |       |       |       |  |

| Campeón Los Tarcos |
|                    |